# 253
253 (CCLIII na numeração romana) foi um ano comum do século III do Calendário Juliano, da Era de Cristo, a sua letra dominical foi B (52 semanas), teve início a um sábado e terminou também a um sábado.
| Ano completo                   |
| ------------------------------ |
| Ano comum com início ao sábado |

## Eventos
- 25 de Junho - Eleito o Papa São Lúcio I, 22º papa, que sucedeu ao Papa Cornélio.
- Elevação de Galiano ao título de co-imperador do império romano, juntamente com o seu pai Valeriano.

## Mortes
- Junho - Papa Cornélio, 21º papa.